# جوافة (نوع)
جُوَافَة مألوفة أو جوافة صفراء (الاسم العلمي: Psidium guajava) هي نوع من النباتات تتبع جنس الجوافة من فصيلة الآسية. يحوي هذا الجنس ما يزيد عن 100 نوع تنتشر في المناطق الاستوائية في أفريقيا وأمريكا الجنوبية والكاريبي وأمريكا الوسطى وقلقيلية- فلسطين.

## الوصف النباتي
تتبع الجوافة الفصيلة الآسية التي تضم نحو 140 نوعاً نباتياً، إلّا أنّ الجوافة من الناحية الاقتصادية أهمها على الإطلاق، ونظراً لأهمية الجوافة للشعوب، فقد أطلق عليها اسم تفاح المناطق الاستوائية.
أوراقها متقابلة بسيطة ذات شكل بيضاوي وطولها يتراوح بين الخمسة والخمسة عشر سنتيمتراً. شجرتها تنمو حتى ارتفاع كبير وتشغل مساحة كبيرة من أرض المزرعة. الثمرة بلا قشر ولها لحم سميك وتشغل البذور جزءاً كبيراً من حجمها. يستفاد من ثمرة الجوافة في صنع العصائر والمربَّيات.

## الجوافة في مصر والعالم
الموطن الاصلي للجوافة هو أمريكا الاستوائية في المنطقة ما بين بيرو والمكسيك ومنها. انتقلت إلى أمريكا الشمالية (جزيرة هاواى) وانتقلت بعد ذلك إلى الهند. دخلت الجوافة مصر في عهد محمد علي سنة 1825 عندما استجلبت الجوافة مع المانجو من الهند، أما الجوافة (اللا بذرية) فقد استوردت عن طريق مصلحة البساتين من الهند سنة 1927م. تبلغ المساحة المزرعة من الجوافة بمصر حوالي 38.873 فدان، والمثمر منها حوالي 33.134 فدان تنتج حوالي 314.438 طن ثمار بمتوسط إنتاجي 9.49 طن للفدان حسب
احصائية وزارة الزارعة لسنة 2006 م.
وتتركز زراعة الجوافة في الوجه البحري (المناطق الساحلية) خاصة بمحافظات البحيرة ودمياط وكفر الشيخ ·
والإسكندرية والقليوبية.

## الجوافة الشتوية
اصطلاح يطلق على الجوافة التي تنضج ثمارها متأخرة أواخر أكتوبر ونوفمبر وتظهر في السوق من نوفمبر إلى يناير وقد يعزى تأخير نضج هذه السلالات عن ميعاد النضج المعتاد ويعد نبات الافوكادو أحد فصائل الجوافة الشتوية التي تنمو في المناطق الاستوائية والتي تظهر في الشهور(سبتمبر وأكتوبر) نسبة الرطوبة الجوية بمناطق زراعتها تكون مرتفعة في هذين الشهرين مما يؤخر من ميعاد بزوغ البراعم بحوالي شهر إلى شهر ونصف عن المعتاد وحيث تبدأ في التزهير للسلالات العادية حيث تزهر في بداية شهر يونيو بينما تزهر الجوافة العادية في منتصف أبريل أي أن للبيئة تأثير على تأخير ميعاد النضج بالإضافة إلى ذلك هناك معاملات أخرى تؤخر من نضج الثمار كما هو جاري اتباعها في محافظة القليوبية حيث يقوم بعض المنتجين بعمل قصف للبراعم الزهرية التي تظهر في أبريل أو إزالة الثمار الصغيرة الحديثة العقد مع العناية بالتسميد العضوي والمعدني مما يدفع الأشجار إلى إعطاء (دورة نمو الصيف) أواخر يونيو ويوليو فتزهر في أغسطس وتعقد في سبتمبر وتنمو خلال أكتوبر وجزء من نوفمبر وتتوقف عن النمو خلال انخفاض درجة الحرارة في الشتاء ثم يكتمل النمو مع بداية الدفء في الربيع حيث تباع الثمار في هذه الحالة بأسعار مرتفعة الثمن والجدير بالذكر أن هناك سلالات تتصف بصفة التأخير في النضج أي أن للتأثير الوراثي دور لا يقل أهمية عن التأثير البيئي في تأخير النضج للثمار.
ولا يفوتنا في هذا المجال أن نذكر قيام معهد بحوث البساتين باستيراد سلالات من الجوافة البيضاء والحمراء من المكسيك وماليزيا تحت اسم المشروع «المحاصيل غير التقليدية» وقد تم زراعتها بحديقة تجارب الفاكهة بالمعهد لتقييمها وانتخاب أفضل السلالات منها والعمل على إكثارها خضريا وتوزيعها على الفلاحين والمنتجين

## الأهمية الغذائية للجوافة
تؤكل ثمار الجوافة طازجة أو كشرائح محفوظة في محاليل سكرية أو مطبوخة (مربى)
كعصير.
وثمار الجوافة من الفواكه ذات القيمة الغذائية العالية حيث تحتوى على الآتى:-
1)الفيتامينات
تحتوى ثمار الجوافة على أعلى نسبة من فيتامين ج إذا قورنت بثمار الفواكه الأخرى
فالجوافة البذرية ذات اللب الأبيض محتوى الثمار من الفيتامين يصل إلى 93 ملجم/ 100 كجم
لحم من الثمار والجوافة النباتى (اللابذرية) يصل محتوى الثمار من الفيتامين إلى 100 ملجم/
100 جم لحم.
والجوافة البذرية ذات اللب الأصفر محتوى الثمار من الفيتامين يصل إلى حوالي
108 ملجم/ 100 جم لحم، بينما تصل نسبة الفيتامين بثمار الجوافة البذرية ذات اللب الأحمر إلى
حوالي 153 ملجم/ 100 جم لحم، سلالة الماليزى الأحمر 200 مجم/ 100 جم لحم، ويذكر أن
بعض السلالات المنتخبة بالهند تصل محتوى الثمار من الفيتامين بها إلى 600 ملجم / 100 جم
لحم
كما ثبت من التحاليل الكيماويه أن الجوافة تحتوى على فيتامين ج يعادل 3أمثال العنب ·
و 4أمثال ما يوجد في البرتقال و4 أمثال الخوخ.
ومحتوى الثمار من الفيتامين يزداد تدريجيا وببطء في الثمار حتى تتلون الثمار باللون ·
الأصفر المخضر، ثم تزداد سريعا في مرحلة اللون الأصفر، كما ثبت أيضا أن الثمار
غير الناضجة أو الزائدة في النضج كانت أقل في الفيتامين من الثمار الناضجة، كما
ثبت أيضا من التحليل أن كمية هذا الفيتامين كانت عالية جدا في القشرة الخارجية تليها
اللب الخارجي ثم اللب الداخلي.
هذا بالإضافة إلى محتوى الثمار من فتيامين (أ) حيث تصل نسبة الكاروتين (مصدر ·
فيتامين أ) في اللب إلى 3 مللجم / 100 جم، ويلاحظ أن اللون الوردى في لب الجوافة
الحمراء يرجع لوجود مادة الليكوبين وهى مادة تعتقد أنها تحمى من السرطان.
2)المواد السكرية:
4
تتفاوت السكريات الكلية ما بين 5% إلى 9% من وزن الجوافة، والسكريات الموجودة في
الجوافة تكون على هيئة سكروز وفركتوز وجلوكوز وأربينوز ومالتوز. والصنف الأحمر أغنى
في المواد السكرية الكلية عن الصنف الأبيض، وتصل نسبة السكريات إلى حوالي 7.5 % مما
يجعلها ملائمة لمرضى السكر عن ثمار الفاكهة الأخرى.
3) أحماض عضوية:-
يتواجد حامض الماليك الستريك في لب الجوافة.
4)ألياف غذائية ذائبة:-
أهمها مادة البكتين التي تزيد في الصنف الأحمر أكثر من الصنف الأبيض، وتزداد نسبة
البكتين أثناء نضج الفاكهة ولكنها تهبط بسرعة في ثمار الجوافة زائدة النضج.
وتتراوح نسبة البكتين الكلى من 0.5 % إلى 2.8 % وإنتاج البكتين من قشرة الجوافة ي زيد على
إنتاجه من قشرة الموالح.
5)أملاح معدنية:-
من أهمها الكالسيوم وتصل نسبته إلى 17 ملليج ا رم، والحديد 1.82 مليجرام، والفوسفور 28.4
ملجم لكل 100 جم لحم.
6) مركبات طيارة:-
يوجد 32 مركب كيميائي طيار ويرجع إليهم نكهة ثمار الجوافة، ومن أهم هذه المركبات
مركب هيدروكربونات التربين وبعض الاستا ا رت والألدهيدات بالإضافة إلى مركبات أخرى
83.3 % ماء 16.6 % مادة جافة 0.36 % دهون 1% بروتين 12 %مواد صلبة ذائبة كلية
. % والحموضة 0.08

## القيمة الطبية للجوافة
[بحاجة لمصدر]
- الثمار: وجود مادة الليكوبين والتي تتواجد في الجوافة ذات اللب الأحمر تؤدى إلى الحماية من الإصابة بالسرطان.
- الأوراق: يستخدم مغلي أوراق الجوافة وبخاصة الأوراق الحديثة في علاج بعض الأمراض مثل الكحة، والإسهال، والنزلات الشعبية، وآلام البرد وبعض آلام المعدة، والأمعاء، والأسنان والجروح، ومدر للبول ومفتت للحصى. كما تستخدم أوراق الجوافة في صناعة دباغة الجلود وصباغة المنسوجات.
- البذور: يستخدم زيت بذور الجوافة كصلصة للسلطة في الخارج، كما تدخل تجاريا في صناعة الجبن والكاتشب وروح الجوافة.
- قلف الأشجار: يحتوى على مادة قابضة تفيد في علاج الإسهال وخاصة عند الأطفال.

## أمراض الجوافة
تصاب الجوافة بنيماتودا تعقد الجذور Meloidogyne incognita حيث تظهر على الجذور تعقدات وأورام صغيرة تؤدى لاعاقة النمو نتيجة انسداد الاوعية الجذرية وبالتالى تظهر على الأوراق اعراض الذبول والاصفرار وتتقزم النباتات المصابة لفشلها في النمو الطبيعى وتنتج الأورام على الجذور نتيجة اختراق اليرقات الصغيرة للجذور حيث تسكن في الخلايا البرانشيمية لمنطقة القشرة فتحدث تهيجا بالانسجاك المصابة يؤدى إلى تكوين الأورام في شكل عقد ادت لتسمية هذا المرض بهذا الاسم ولا يمكن تمييز اليرقات إلى ذكور واناث إلا بعد وصولها للعمر اليرقى الثالث في منطقة القشرة حيث يأخذ الذكر الشكل الاسطواني والانثى الشكل الكمثري.
وتتم مكافحة النياماتودا باستخدام المبيدات النيماتودية الموصى بها مع تلافى الوسائل المسببة للنقل الميكانيكي من الأمان المصابة إلى المناطق الخالية.